# Irina Gierasimionok
Irina Aleksandrowna Gierasimionok (ros. Ири́на Алекса́ндровна Герасимёнок, ur. 6 października 1970) – rosyjska strzelczyni sportowa. Srebrna medalistka olimpijska z Atlanty.
Specjalizowała się w strzelaniu z karabinu pneumatycznego i karabinu kulowego z trzech postaw. Zawody w 2000 były jej jedynymi igrzyskami olimpijskimi. Po medal sięgnęła w karabinie sportowym (trzy postawy). Indywidualnie w 1994 była trzecia na mistrzostwach świata w trzech postawach. Zdobyła trzy brązowe medale mistrzostw Europy w trzech postawach, w 1997, 1999 i 2001.